# Natasha Beaumont
Natasha Elisabeth Beaumont (ur. 21 czerwca 1974 w Kuala Lumpur) – malezyjska aktorka.
Znana z roli Talii w Szpiegowskiej Rodzince.